# MAG-7
La MAG-7 es una escopeta de corredera producida en Sudáfrica por Techno Arms PTY desde 1995.

## Historia y Diseño

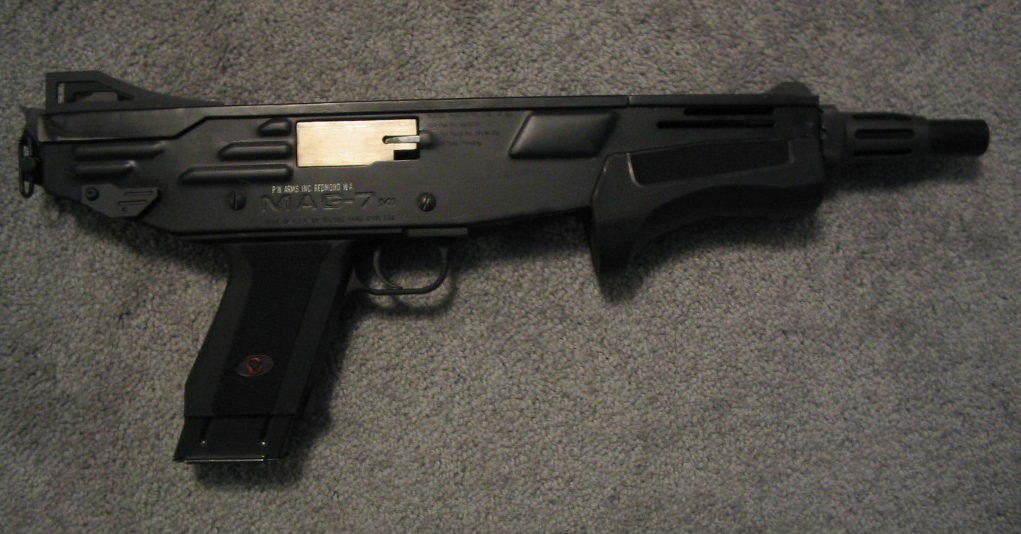
Una MAG-7 con cañón corto y sin culata.

La MAG-7 fue desarrollada como un arma para combate cercano (CQB), que combina los aspectos de un subfusil compacto y una escopeta de corredera. El diseño incorpora un cargador de 5 cartuchos que se inserta dentro del pistolete. Esto, junto con estudios que demuestran que los cartuchos del 12 estándar proporcionan poder de parada más que suficiente en las cortas distancias para las que fue diseñada el arma, condujo a la utilización de un cartucho del 12 especial con 60 mm (2,36 pulgadas) de longitud (12 x 60). Al usar estos cartuchos en la MAG-7, se obtiene un alcance efectivo de 41,4 m (45 yardas), a pesar de que tienen una probada letalidad hasta 82 m (90 yardas). La MAG-7 también tiene una culata plegable de acero estampado que es desmontable.
Inicialmente se fabricaron dos modelos: la MAG-7 original y el modelo civil llamado MAG-7 M1, que tiene un cañón más largo y una culata de madera fija para cumplir los requisitos del Acta Nacional sobre Armas de Fuego de 1934 y las leyes sobre armas de otros países, con un cañón de 457 mm (18 pulgadas) o más y una longitud total de 660 mm (26 pulgadas) o más. Sin embargo, el diseño original del arma anula sus capacidades para combate cercano y apoyo.

## Servicio
Aunque el concepto del diseño estaba orientado hacia la aplicación de la ley y escenarios militares de combate cuerpo a cuerpo, había una inadecuada demanda para el arma debido a algunos problemas de diseño en su concepción. Una de tales características de diseño tal era la palanca del seguro situada en el lado izquierdo del cajón de mecanismos de acero estampado, encima del pistolete. El accionamiento de esta palanca no es posible sin retirar la mano del guardamanos, dificultándose si el tirador usa guantes. El mismo problema se repite con el botón del seguro de la corredera. Estos problemas se hallaban principalmente en los primeros modelos exportados a los Estados Unidos. Entonces la empresa centró su atención en ellos y los resolvió reduciendo la resistencia de la palanca del seguro y cambiando la ubicación del botón del seguro de la corredera. El tirador ahora puede operar efectivamente ambos controles sin retirar la mano izquierda del guardamanos. Otro problema que padecía la MAG-7 eran los 7,7 kgf necesarios para jalar el gatillo. También fue remediado por el fabricante y se redujeron a los 3,5 kgf estándar industrial.   

## Munición especial
Los cartuchos originales 12 x 60 son difíciles de obtener, sin embargo, pueden sustituirse con los Minicartuchos de Águila aunque no funcionarán al 100% con el cargador de la MAG-7. Usualmente se pueden cargar y disparar 3 cartuchos con cierta fiabilidad.[cita requerida] Los cartuchos del 12 estándar también pueden modificarse para poder emplearse en la recámara de 60 mm. Techno Arms también ofrece los cartuchos No.5, AAA, SSG y antidisturbios con bala de caucho.

## La MAG-7 hoy
La empresa Techno Arms (PTY) Ltd., situada en South Hills, Gauteng, Sudáfrica, ofrece la MAG-7 en tres versiones: la MAG-7 estándar, la MAG-7 M1 civil y la M7 Dual Riot, un arma combinada basada en la MAG-7 estándar, con una culata metálica fija y un lanzagranadas de 37 mm de cañón basculante montado encima, sumamente parecido al Milkor Stopper 37/38 mm, que ahora también es fabricado por Techno Arms.